# Filip Kaša
Filip Kaša (Ostrava, 1º gennaio 1994) è un calciatore ceco, difensore del Győri ETO.

## Palmarès

### Club

#### Competizioni nazionali
- Campionato slovacco: 1

Žilina: 2016-2017